# George Saintsbury
George Edward Bateman Saintsbury (Southampton, 23 ottobre 1845 – Bath, 28 gennaio 1933) è stato uno scrittore, storico e critico letterario inglese.

## Biografia
Nato a Lottery Hall, Southampton, è stato educato alla King's College School, a Londra, e al Merton College, Oxford, dove ha conseguito una laurea di primo grado in Literae humaniores (1865) e una seconda nel 1867. Lasciò Oxford nel 1868, non riuscendo a ottenere una borsa di studio, e divenne per breve tempo un maestro alla Manchester Grammar School, prima di passare sei anni a Guernsey come maestro classico all'Elizabeth College, dove iniziò la sua carriera letteraria presentando le sue prime recensioni a The Academy. Dal 1874 fino al suo ritorno a Londra nel 1876 fu preside dell'Elgin Educational Institute, con un breve periodo di collaborazione nel 1877 su The Manchester Guardian. Per dieci anni è stato attivamente impegnato nel giornalismo, diventando un membro importante dello staff del Saturday Review.
Alcuni dei saggi critici hanno contribuito alle riviste letterarie sono stati successivamente raccolti nei suoi Saggi in letteratura inglese, 1780-1860 (2 voll., 1890-1895), Saggi sui romanzi francesi (1891), Saggi vari (1892) e Impressioni corrette (1895). Nel 1895 divenne professore di retorica e letteratura inglese presso l'Università di Edimburgo, carica che mantenne fino al 1915. Si ritirò nel complesso di Royal Crescent, a Bath, nel Somerset e vi morì nel 1933.
1A Royal Crescent è stato oggetto di un programma di restauro e ristrutturazione da parte del Bath Preservation Trust nel 2012, cui erano gli alloggi dei domestici originali. È stato aperto ai visitatori per la prima volta nel 2013. Nel 2014 è stata allestita una mostra per celebrare la vita di Saintsbury.

## Attività da critico
Il suo primo libro, A Primer of French Literature (1880) e la sua Breve Storia della letteratura francese (1882), furono seguiti da una serie di edizioni di classici francesi e di libri e articoli sulla storia della letteratura francese, che lo rese la più autorevole autorità inglese in materia. I suoi studi in letteratura inglese non furono meno esaurienti, e includevano la preziosa revisione dell'edizione di Walter Scott di John Dryden's Works (Edimburgo, 18 voll., 1882-1893), Dryden (1881) nella serie "English Men of Letters", Storia della letteratura elisabettiana (1887), Storia della letteratura dell'Ottocento (1896), Breve storia della letteratura inglese (1898, 3ª ed. 1903 - e un libro che continuò a essere ristampato almeno negli anni '60), un'edizione del Minori poeti del periodo Carolino (2 voll., 1905-1906, seguiti da un terzo volume nel 1921), una raccolta di poesie rare di grande valore ed edizioni di classici inglesi. Ha coniato il termine "Janeite" per un fan di Jane Austen nella sua introduzione a un'edizione del 1894 di Pride and Prejudice.
Ha scritto numerosi articoli su argomenti letterari (tra cui Pierre Corneille, Daniel Defoe, Clément Marot, Michel de Montaigne, Jean Racine, Jean-Jacques Rousseau e Voltaire) per la nona edizione (1875-89) dell'Encyclopædia Britannica.
All'inizio del secolo, Saintsbury pubblicò e introdusse un'edizione inglese della serie di Honoré de Balzac, La Comédie humaine, tradotta da Ellen Marriage e pubblicata nel 1895-98 da J. M. Dent.
Ha continuato a modificare la serie di periodi di letteratura europea per l'editore William Blackwood and Sons, contribuendo con volumi su The Flourishing of Romance e The Rise of Allegory (1897) e The Earlier Renaissance (1901).
Successivamente Saintsbury ha prodotto alcune delle sue opere più importanti: A History of Criticism (3 voll., 1900-1904), con il volume di accompagnamento Loci Critici: Passages Illustrative of Critical Theory and Practice (Boston, Massachusetts e Londra, 1903), e una storia della prosodia inglese dal XII secolo fino ai nostri giorni (I, 1906; ii., 1908; iii., 1910); anche The Later 19th Century (1909).
Nel 1925 organizzò la pubblicazione di un ricettario perduto di Anne Blencoe, che era stato riscoperto 200 anni dopo la sua morte a Weston Hall. Saintsbury ha scritto una breve introduzione al libro ristampato.

## Critica enologica
Sebbene Saintsbury fosse meglio conosciuto durante la sua vita di studioso, è anche ricordato oggi per i suoi Appunti su un libro della cantina (1920), una delle grandi testimonianze nella letteratura sul vino. Quando fu vicino alla morte, André Simon organizzò una cena in suo onore. Anche se Saintsbury non ha partecipato, questo è stato l'inizio del Saintsbury Club, uomini di lettere e membri del settore del vino che continuano a organizzare cene fino ad oggi.